# Kleine jodeljongen
Kleine jodeljongen is een single van de Nederlandse zanger Manke Nelis uit 1985. Het stond in 1987 als eerste track op het album Manke Nelis.

## Achtergrond
Kleine jodeljongen is geschreven door Mario Panzeri, Eldo Di Lazzaro en Leo de Vos en geproduceerd door Annie de Reuver. Het lied is een bewerking van het nummer La piccinina van Carlo Buti uit 1939. Er was al een eerdere Nederlandstalige bewerking door Anton Beuving onder de titel Kleine herdersjongen, die volgens Nelis zelf al lang ("Ik zing het ook al 40 jaar") door hem als Kleine Jodenjongen werd gezongen. Hij wilde het lied opnemen, maar door De Reuver werd aangeraden om het als jodeljongen te zingen, aangezien jodenjongen discriminerend zou kunnen zijn.
Het lied werd niet direct een groot succes, maar in 1987 werd er door de platenmaatschappij CNR Records gelobbyd om het lied op de radio te draaien en van Kleine jodeljongen een hit te maken. Dit werd onder andere gedaan door Manke Nelis een optreden voor het gebouw van Radio Veronica op een vrachtwagen te laten doen, om ervoor te zorgen dat zij het lied als Alarmschijf uitriepen. Dit lukte, waarna het lied een radiohit werd.
De B-kant van de single is We hebben het gevonden, dat is geschreven door Eddy Hoorenman. Manke Nelis heeft van het lied ook een parodie gemaakt, getiteld (Oh, had ik maar) Twee benen. Kleine jodeljongen was een van de nummers in de Manke Nelis medley van André Hazes uit 1995.

## Hitnoteringen
De zanger had in 1987 succes met het lied in de Nederlandse hitlijsten. Het kwam tot de zevende plaats van de Nationale Hitparade en stond veertien weken in deze lijst. De piekpositie in de Top 40 was de achtste plaats. Het was acht weken in deze hitlijst te vinden. 